# 呈贡文庙
呈贡文庙，位于中国云南省昆明市呈贡区龙城街道城内社区东门街181号。
呈贡文庙最早于明洪武十六年（1383年）始建于古城社区，弘治五年（1492年）迁建于北门街，万历七年（1579年）迁于现址。文庙现存建筑为清咸丰七年（1872年）重建，1950年由呈贡县政府拨款修缮，曾先后被用作文化馆、幼儿园和县委党校使用，现仍为呈贡区委党校所在地。抗日战争时期，清华大学国情普查研究所迁此。
呈贡文庙坐北向南，原建筑现存泮池、 棂星门、 两庑、 大成殿、 崇圣祠，部分为修复。大成殿五开间，单檐歇山顶建筑。呈贡文庙在2011年被列为昆明市级文物保护单位，2019年2月21日公布为第八批云南省文物保护单位。